# Región de Salamat
Salamat es una de las 23 regiones de Chad (Decreto N° 419/PR/MAT/02), y su capital es Am Timan. La economía de la región se basa en la agricultura, la ganadería, la pesca y el cultivo del algodón.

## Subdivisiones
La región de Salamat se encuentra dividida en 3 departamentos:
| Departamento      | Capital           | Subprefecturas                      |
| ----------------- | ----------------- | ----------------------------------- |
| Aboudeïa          | Aboudeïa          | Aboudeïa, Abgué, Am Habilé          |
| Barh Azoum        | Am Timan          | Am Timan, Djouna, Mouraye           |
| Haraze Mangueigne | Haraze Mangueigne | Haraze Mangueigne, Mangueigne, Daha |